# شان گولت
شان گولت (انگلیسی: Sean Gullette؛ زادهٔ ۴ ژوئن ۱۹۶۸) هنرپیشه و فیلم‌نامه‌نویس آمریکایی است.
از فیلم‌هایی که وی در آن نقش داشته‌است، می‌توان به مرثیه‌ای بر یک رؤیا، پی، تصادفات شاد و شهر را بلرزان اشاره کرد.